# Уэстон, Майкл
Ма́йкл Уэ́стон (англ. Michael Weston, до 2000 года Майкл Рубинштейн (англ. Michael Rubinstein), родился 25 октября 1973 года, Нью-Йорк, США) — американский актёр кино и телевидения. Наиболее известен по роли частного детектива Лукаса Дугласа в телесериале «Доктор Хаус».

## Ранняя жизнь
Майкл Рубинштейн родился 25 октября 1973 года в Нью-Йорке, в семье актёров Джона Рубинштейна и Джуди Уэст. По отцовской линии он приходится внуком пианисту Артуру Рубинштейну и правнуком композитору Эмилю Млынарскому.
Окончил Северо-западный университет, получил степень бакалавра в области театрального искусства. В 2000 году сменил фамилию, так как в Гильдии киноактёров США уже состоял человек с именем Майкл Рубинштейн.

## Карьера
Первое заметное появление Майкла на экране — телесериал «Клиника», где он в нескольких эпизодах шестого сезона исполнил роль рядового армии США Брайана Дэнсера, страдающего от проблем с памятью. Майкл является хорошим другом Зака Браффа, он также снимался с ним в фильмах «Последний поцелуй», «Страна садов», «Хотел бы я быть здесь».
Наибольшую известность ему принесла роль частного детектива Луиса Дугласа в телесериале «Доктор Хаус». По сюжету в пятом сезоне он был нанят Грегори Хаусом, чтобы следить за коллегами. В шестом сезоне у него завязываются романтические отношения с Лизой Кадди, и они даже собираются пожениться, но Кадди разрывает отношения, когда понимает, что всё ещё любит Хауса.
Помимо этого Майкл появлялся с эпизодическими и повторяющимися ролями в сериалах «Закон и порядок: Специальный корпус», «Сверхъестественное», «Элементарно», «Клиент всегда мёртв», «Скорая помощь».
В 2016 году Уэстон исполнил главную роль Гарри в телесериале «Гудини и Дойл», однако шоу было закрыто после первого сезона.
В 2020 году он исполнил роль Фрэнка Бриггса Младшего в детективном драматическом телесериале «Домой до темноты», основанном на книге юной журналистки Хильды Лишак. Сериал был продлён на второй сезон, который должен выйти в 2021 году на сервисе Apple TV +.

## Личная жизнь
С 2010 года Уэстон женат на певице, музыканте и композиторе Присцилле Анн.

## Избранная фильмография
| Год       |    | Русское название                    | Оригинальное название             | Роль                                  |
| --------- | -- | ----------------------------------- | --------------------------------- | ------------------------------------- |
| 1998      | с  | Найтмен                             | Night Man                         | Руди                                  |
| 2000      | ф  | Убийства в Черри-Фолс               | Cherry Falls                      | Бен                                   |
| 2000      | ф  | Бар «Гадкий койот»                  | Coyote Ugly                       | Дэнни                                 |
| 2000      | ф  | Счастливые номера                   | Lucky Numbers                     | Ларри                                 |
| 2002      | ф  | Война Харта                         | Hart’s War                        | рядовой Рой Поттс                     |
| 2003      | ф  | Артефакт                            | Wishcraft                         | Бретт Бамперс                         |
| 2003      | с  | Фрейзер                             | Frasier                           | автор ледяных скульптур               |
| 2004      | ф  | Страна садов                        | Garden State                      | Кенни                                 |
| 2004      | тф | Хелтер Скелтер                      | Helter Skelter                    | Бобби Босолей                         |
| 2004      | с  | Детектив Монк                       | Monk                              | Моррис                                |
| 2004—2005 | с  | Клиент всегда мёртв                 | Six Feet Under                    | Джейк                                 |
| 2005      | ф  | Придурки из Хаззарда                | Dukes of Hazzard                  | Инос Стрейт                           |
| 2006      | ф  | Прощальный поцелуй                  | Last Kiss                         | Иззи                                  |
| 2006      | ф  | Женюсь на первой встречной          | Wedding Daze                      | Тед                                   |
| 2006      | с  | Скорая помощь                       | ER                                | Рейф Хендрикс                         |
| 2007      | с  | Клиника                             | Scrubs                            | рядовой Брайан Дэнсер                 |
| 2007—2014 | с  | Ясновидец                           | Psych                             | Адам Хорнсток                         |
| 2007—2019 | с  | Закон и порядок: Специальный корпус | Law & Order: Special Victims Unit | Саймон Марсден                        |
| 2008      | ф  | Патология                           | Pathology                         | Джейк Галло                           |
| 2008—2010 | с  | Доктор Хаус                         | House, M.D.                       | Лукас Дуглас                          |
| 2009      | с  | Сверхъестественное                  | Supernatural                      | Чарли в молодости                     |
| 2009      | с  | C.S.I.: Место преступления          | CSI: Crime Scene Investigation    | Райан Мортон / Трипп Линсон / Карстен |
| 2009      | ф  | Адреналин 2: Высокое напряжение     | Crank: High Voltage               | первый парамедик                      |
| 2009      | ф  | Большая игра                        | State of Play                     | Хэнк                                  |
| 2009      | с  | Чёрная метка                        | Burn Notice                       | Спенсер Ватковски                     |
| 2009      | ф  | Геймер                              | Gamer                             | продюсер                              |
| 2011      | ф  | Сначала любовь, потом свадьба       | Love, Wedding, Marriage           | Гербер                                |
| 2011      | с  | Морская полиция: Лос-Анджелес       | NCIS: Los Angeles                 | Джон Куинн                            |
| 2011      | с  | C.S.I.: Место преступления Нью-Йорк | CSI: NY                           | Фрэнк Уотерс                          |
| 2012      | ф  | Гуманитарные науки                  | Liberal Arts                      | Майлс                                 |
| 2012      | с  | Белый воротничок                    | White Collar                      | Дэвид Кук                             |
| 2013      | с  | Офис                                | The Office                        | Роджер                                |
| 2014      | ф  | Хотел бы я быть здесь               | Wish I Was Here                   | Джерри                                |
| 2015      | с  | Элементарно                         | Elementary                        | Оскар Ранкин                          |
| 2016      | с  | Гудини и Дойл                       | Houdini & Doyle                   | Гарри Гудини                          |
| 2017      | с  | Роузвуд                             | Rosewood                          | Оуэн Панитч                           |
| 2017      | с  | Гавайи 5.0                          | Hawaii Five-0                     | Оливер Матус                          |
| 2018—2019 | с  | Ординатор                           | The Resident                      | Гордон Пейдж                          |
| 2019      | с  | Навстречу тьме                      | Into the Dark                     | Лонни                                 |
| 2020—2021 | с  | Домой до темноты                    | Home Before Dark                  | Фрэнк Бриггс-младший                  |